# Bivack
Bivack är en tillfällig, vanligen militär förläggning i tält, vindskydd eller snögrotta. Bivack används också inom vildmarksturism för sovplats vid dagsturer. Vindskydd är också en väldigt vanlig lösning om man tvingas övernatta i skogen.
Ordet kommer närmast från franskans bivouac som i sin tur fått det från det medeltida tyska ordet Biwacht. Detta ord kan delas i bie- (idag, bei-), "sekundär" och Wacht, vakt, en benämning på vakter som vakade utanför befästa städer (till skillnad från vakterna inne i städerna, som hade mer polisiära arbetsuppgifter). De soldater som ägnade sig åt yttre bevakning använde denna typ av temporära nattkvarter.